# Antelope Valley
Das Antelope Valley („Tal der Antilopen“) befindet sich im Norden des Los Angeles County von Kalifornien und im Südosten des Kern County. Es repräsentiert auch den westlichsten Zipfel der Mojave-Wüste. Das Tal liegt zwischen den Tehachapi Mountains und den San Gabriel Mountains. Eingebettet liegen die verstädterten Gebiete von Palmdale and Lancaster.
Das Tal wurde nach den Gabelantilopen benannt, die dort herumzogen, bis sie in den 1880er Jahren infolge schlechten Wetters und dauernder Bejagung ausstarben.